# Saturation des inégalités de Heisenberg
 (mars 2006).
Le principe d'incertitude de Heisenberg en mécanique quantique est lié à un théorème d'inégalité. Cette inégalité est dite saturée quand il y a égalité. Quand cette saturation est vérifiée, l'état |{\displaystyle \psi }> est  :

Soit A et B deux opérateurs observables qui ne commutent pas, et iC leur commutateur, et soit A et B centrés, alors au mieux

## Rappel de la démonstration du théorème d'inégalité
L'énoncé du théorème est (cf principe d'incertitude) :
Soit A et B deux opérateurs observables qui ne commutent pas : alors on ne peut pas mesurer simultanément A et B ! Le manque de précision est relié à leur commutateur iC. L'opérateur C est hermitien, donc la grandeur observable <C> est réelle. Soit dans l'état | {\displaystyle \psi }, var(A) la variance de A , et de même var(B), celle de B, l'inégalité se réécrit aussi :
Démonstration :
Soit {\displaystyle A_{1}} l'observable centrée :{\displaystyle A_{1}=A-<A>;{\hat {var}}(A)=<A_{1}^{2}>}. (idem pour {\displaystyle B_{1}})
L'inégalité de Schwarz appliquée à {\displaystyle |f\rangle :=A_{1}|\psi \rangle }  et {\displaystyle |g\rangle =B_{1}|\psi \rangle } donne {\displaystyle {\hat {var}}(A).{\hat {var}}(B)>|\langle f|g\rangle |^{2}.}
Or {\displaystyle A_{1}.B_{1}={So \over 2}+{iC \over 2}} (avec {\displaystyle 2So:=A_{1}.B_{1}+B_{1}.A_{1}}, et donc{\displaystyle <So>} est réel)
Donc {\displaystyle {\hat {var}}(A).{\hat {var}}(B)>{1 \over 4}\langle So\rangle ^{2}+{1 \over 4}\langle C\rangle ^{2}}, avec saturation ssi {\displaystyle |f\rangle =k|g\rangle }

## Saturation
Il y a saturation si {\displaystyle A_{1}|\psi \rangle =kB_{1}|\psi \rangle } : cet état réalise le minimum d'incertitude.
Par addition, {\displaystyle k\Delta A\Delta B/k=2<So>} qui est nulle dans ce cas (on dit parfois que la corrélation quantique de {\displaystyle A} et {\displaystyle B} est nulle); et par soustraction que {\displaystyle k\Delta A-\Delta B/k=i\langle C\rangle } ,
d'où la valeur de {\displaystyle k=i\langle C\rangle /2\Delta A=-2\Delta B/i\langle C\rangle } ; ce qui permet souvent d'évaluer {\displaystyle k}.
Alors on dit que {\displaystyle A_{1}-kB_{1}} annihile l'état saturé.

## Application à la particule libre
Si la particule est libre, en considérant {\displaystyle A=P} et {\displaystyle B=X}, on trouve immédiatement :
{\displaystyle [P,X]=-i\hbar }, donc {\displaystyle C=-\hbar }, d'où la valeur de {\displaystyle k=-i2\Delta X/\hbar }, et {\displaystyle P-p_{0}=k(X-x_{0})} dans l'état saturé. Soit en résolvant cette équation différentielle du premier ordre:
{\displaystyle \psi (x)=N\exp ^{-{\frac {(x-x0)^{2}}{4v(X)}}}\exp ^{\frac {ip_{0}x}{\hbar }}}, avec {\displaystyle N={\frac {1}{[2\pi \Delta X]^{\frac {1}{4}}}}}
C'est le paquet d'ondes gaussien, avec évidemment {\displaystyle \Delta X\Delta P={\frac {1}{4}}\hbar ^{2}}.
Retrouver une gaussienne n'est pas trop étonnant; mais une faille importante s'introduit dans la dépendance temporelle, à cause de la dispersion inévitable de {\displaystyle \psi (x,t)} : le paquet d'onde va s'étaler dans le temps. Il faudra donc qu'un potentiel intervienne pour limiter la dispersion : c'est le cas de l'oscillateur harmonique.

## Application à l'oscillateur harmonique
Dans le cas du potentiel 1/2 K x², on a toujours :
var(X).var(P) = 1/4 {\displaystyle \hbar ^{2}},
Donc l'énergie E = 1/2 K.var(X)+1/2 var(P)/m est bornée inférieurement par :
{\displaystyle 2{\sqrt {\frac {K\hbar ^{2}}{16m}}}={\frac {\hbar \omega }{2}}=Eo}.
- pour la saturation, E= Eo et l'opérateur d'annihilation donnera encore un paquet d'onde gaussien, mais cette fois la variance est indépendante du temps et on a :

{\displaystyle <X^{2}>={\sqrt {\frac {\hbar }{\sqrt {mK}}}}}.
- Ce paquet d'onde est stationnaire (l'énergie est parfaitement connue) et s'étale dans le fond de la cuvette de potentiel; son gradient donne une énergie cinétique moyenne, moitié de l'énergie Eo.
- Remarque : le théorème du viriel, aussi, donne <Ec> = <Ep> = Eo/2.
- Ordre de grandeur : dans le cas d'une molécule diatomique covalente, la distance d(A-B) varie toujours un peu, à cause de la fluctuation quantique, d'une grandeur dont la variance est, on l'a vu, <X²>= {\displaystyle <X^{2}>={\sqrt {\frac {\hbar }{\sqrt {mK}}}}}, où ici m est la masse réduite de A et de B, et K la raideur de la liaison covalente (typiquement donnée par 2V"(x=d), où V(x) est le potentiel de Morse du modèle d'interaction covalente, soit K = 13,6 eV/(0,52 Å)^2 = ~ 2000N/m, ce qui conduit à var(X)~ d² 1/1836. A.B/(A+B); inutile donc de donner les distances interatomiques à mieux que 3 %.

- Cas de l'hélium : il existe des cas plus surprenants. Supposons que la liaison ne soit pas covalente mais plutôt de Lenard-Jones (modèle des liaisons de Van der Waals) comme dans un cristal de gaz rare. Alors K est bien moins élevée et on peut dans le cas de l'hélium se retrouver avec une vibration quantique à température nulle, var(X) ~ d²/10. Or ce critère est celui de Lindemann, pour la possibilité de diffusion des atomes du cristal; celui-ci perd sa cohésion, c'est un LIQUIDE. Ainsi explique-t-on l'anomalie de l'hélium qui est le seul corps impossible à cristalliser par refroidissement seul; il faudra en quelque sorte "raidir" la valeur de K en appliquant une pression pour obtenir l'hélium stable en phase solide.

## Application à la cuvette 1/n A x^n
À nouveau, l'état fondamental correspondra à la saturation, avec cette caractéristique <Ec> = 1/4 . {\displaystyle \hbar ^{2}}/m v(X).
et le théorème du viriel donnera <Ec>/n-1 = <Ep> = Eo/n ; ce qui donne (ne serait-ce que par analyse dimensionnelle):
- {\displaystyle E_{0}^{n+1}=c_{n}A({\frac {\hbar ^{2}}{m}})^{n/2}}
- {\displaystyle v(X)^{(n+2)/2}=c'_{n}{\frac {\hbar ^{2}}{mA}}}
- le paquet d'onde "saturé" reste donc gaussien.

## Application à l'oscillateur 3D
Dans le cas du potentiel 1/2 k (x² + y² + z²), il est clair que la séparation des variables donne immédiatement la fonction d'onde : {\displaystyle \psi (x,t)=Ne^{-[3r^{2}/4r_{0}^{2}]}e^{-{\frac {3i\omega t}{2}}}} , avec :
- {\displaystyle 2.(1/2.K.r_{0}^{2}):=E_{0}={\frac {3\hbar \omega }{2}}}

## Inégalité de Heisenberg radiale
Afin de pouvoir traiter l'atome d'hydrogène, on va introduire l'inégalité de Heisenberg radiale, ce qui est relativement moins étudié dans la littérature.
On considère uniquement les états s, à symétrie radiale.
- Soit R l'opérateur tel que R² = X² + Y² + Z² := X1² + X2² + X3², en changeant de notation afin de pouvoir éventuellement généraliser (idem pour P )

Le commutateur de P1 et de R est [P1, R] = -i X1/r (on a pris {\displaystyle \hbar =1}).
Et donc on reconnaît la dérivation usuelle : [P1,g(R)] = -i (X1/r).g'(R).
- Soit A1 l'opérateur A1 := P1 + k X1.f(R), k réel, f(r) aussi.

Soit N l'opérateur N := A1*. A1 + A2*. A2 + A3*. A3 (parce qu'on pense à la généralisation de l'opérateur nombre de bosons)
Le calcul donne : N = P² +k².r².f(R)² + k (3f(R) + R.f'(R)), opérateur positif pour tout k.
D'où l'inégalité de Heisenberg radiale pour les états s de symétrie radiale :
{\displaystyle var(P).var(Rf(R))>1/4\hbar ^{2}var((3f(R)+Rf'(R))} , pour toute f(r) réelle.
En saturation, on retrouve bien les résultats précédents de l'oscillateur 3D, en prenant f(r)=1.
Si f(r) = r^k, on trouve :
{\displaystyle var(P).var(R^{k+1})>{\frac {3+k}{4}}\hbar ^{2}var(R^{k})}
avec la même limitation qu'en mécanique classique: k > -3.

## Application à l'atome d'hydrogène
Dans le cas du potentiel V(r) = -e²/r, choisir f(r) = 1/r :
L'inégalité de Heisenberg saturée s'écrit cette fois:
{\displaystyle var(P)=\hbar ^{2}<{\frac {1}{R}}>^{2}:=\hbar ^{2}/a^{2}},
en appelant a la moyenne harmonique de R (c’est-à-dire la moyenne de l'opérateur 1/R).
- la valeur de k assurant la saturation est juste k = -{\displaystyle \hbar }/a
- on en déduit que la fonction d'onde est annihilée par A1 := P1 -{\displaystyle i\hbar }/a.1/R, soit aussi, puisque la fonction d'onde ne dépend que de r ,

{\displaystyle [{\frac {d}{dr}}+{1 \over a}]\psi (r)=0}.
D'où il résulte que {\displaystyle \psi (r)=Ne^{-{\frac {r}{a}}}} :
Il s'agit de la fonction d'onde saturée (naturellement, on vérifie que <1/R> = 1/a) .
- Énergie minimale: l'inégalité de Heisenberg donne aussi:

E = <Ec> +<Ep> > = var(P)/2m -e²<1/R> = {\displaystyle {\frac {\hbar ^{2}}{2ma^{2}}}-{\frac {e^{2}}{a}}} ,
égalité toujours vraie, pour tout état s.
Cette énergie est minimale quand elle est saturée et que a (moyenne harmonique de r) vaut :
{\displaystyle a=a_{0}:={\frac {\hbar ^{2}}{me^{2}}}} , d'où {\displaystyle E=E_{0}=1/2E_{p}=-{\frac {e^{2}}{2a_{0}}}}
(conformément au théorème du viriel).
On a ainsi trouvé ce que ne pouvait pas donner la théorie de l'atome de Bohr (il y avait inexistence des états s) : la non-commutativité et la saturation de l'inégalité de Heisenberg sont ainsi inscrits au cœur profond de la Mécanique quantique.
Remarque interrogative : y a-t-il une relation avec le fait que c'est <1/r> qui intervient, et le changement de variable de Binet u(t) = 1/r(t) en mécanique classique ?
note, les états cohérents :
Plus généralement, il se trouve souvent que les cas de saturation se retrouvent être des états propres de l'hamiltonien. Il y a beaucoup de liens entre cette remarque anodine et la théorie plus sophistiquée des états cohérents.

## Compléments sur l'Énergie cinétique radiale
Ce paragraphe se place dans le cadre des précédentes réflexions, où la non-commutativité joue un rôle crucial.
L'opérateur impulsion vaut, d'après Dirac, {\displaystyle {\hat {\vec {P}}}:={\hbar  \over i}{\vec {\nabla }}} .
L'opérateur énergie cinétique s'écrit donc : {\displaystyle {\hat {E}}_{c}=+{1 \over 2m}{\hat {P}}^{2}=-{\hbar ^{2} \over 2m}\Delta } .
L'habitude est de séparer l'opérateur P² en deux opérateurs quand le champ est central, en faisant intervenir l'opérateur moment cinétique L et l'opérateur impulsion-radiale Pr et il convient d'être très prudent :
{\displaystyle {\vec {P}}^{2}=P_{r}^{2}+{L^{2} \over r^{2}}} ,
étant précisé que L.P = 0 et L.r = 0 en tant qu'opérateurs.
L'opérateur P²r agit sur une fonction d'onde découplée S(r)/r . f( {\displaystyle \theta ,\phi }) comme -{\displaystyle \hbar ^{2}S^{\prime \prime }(r)/r.f(\theta ,\phi )}
Le calcul de l'opérateur dr/dt est donné par le théorème usuel :
{\displaystyle i\hbar dr/dt=rH-Hr=(rP_{r}^{2}-P_{r}^{2}r)/2m} ;
avec {\displaystyle [r,P_{r}^{2}]=2i\hbar P_{r}} , il vient :
dr/dt = Pr/m , ce qui est somme toute assez facile à retenir mnémotechniquement.
Si la symétrie radiale est respectée, [L², H] = 0 et dans l'état de moment cinétique l, L² = l(l+1){\displaystyle \hbar ^{2}} , alors :
{\displaystyle E_{c}\psi =-{\hbar ^{2} \over 2m}S^{''}\cdot {f(\theta ,\phi ) \over r}+{l(l+1)\hbar ^{2} \over 2mr^{2}}S(r)\cdot {f(\theta ,\phi ) \over r}} .
ceci conduira à une équation radiale assez simple à mémoriser (cf atome d'hydrogène).
Mais il reste à expliquer pourquoi tous les calculs se combinent aussi bien. Et de plus, dans le cas coulombien, expliquer la symétrie SO(4) qui donne le vecteur excentricité. Voir aussi vecteur de Runge-Lenz.